# Campionato mondiale maschile under 21 di pallavolo 2011
Il campionato mondiale juniores di pallavolo maschile 2011 si è svolto dal 1º al 10 agosto 2011 a Rio de Janeiro e Niterói, in Brasile. Al torneo hanno partecipato 16 squadre nazionali juniores e la vittoria finale è andata per la quarta volta alla Russia.

## Qualificazioni
Al torneo hanno partecipato 16 squadre nazionali juniores: 2 africane, 3 asiatiche-oceaniane, 6 europee, 3 nordamericane e 2 sudamericane. Tutte le squadre si sono qualificate tramite i rispettivi campionati continentali, eccetto il Brasile, paese organizzatore e cinque delle sei squadre europee che hanno dovuto affrontare il torneo di qualificazione.

## Sedi delle partite
I due impianti che hanno ospitato le partite del campionato mondiale:
|                                                                                       |                                                                           |
|                                                                                       |                                                                           |
| Ginásio do Maracanãzinho Città: Rio de Janeiro Capienza: 11.800 Anno d'apertura: 1954 | Ginásio Caio Martins Città: Niterói Capienza: 4.500 Anno d'apertura: 1941 |

## Gironi
I gironi sono stati sorteggiati il 4 giugno 2011 a Rio de Janeiro. Dopo la prima fase le prime due di ogni girone hanno composto i gironi E e F, mentre le ultime due classificare i gironi G e H. Le prime due classificate dei gironi E e F hanno disputato semifinali e finali per il primo e terzo posto; le ultime due classificate dei gironi E e F hanno disputato semifinali e finali per il quinto e settimo posto; le prime due classificate dei gironi G e H hanno disputato semifinali e finali per il nono e l'undicesimo posto; le ultime due classificate dei gironi G e H hanno disputato semifinali e finali per il tredicesimo e quindicesimo posto.
| Girone A                              | Girone B                            | Girone C                     | Girone D                  |
| ------------------------------------- | ----------------------------------- | ---------------------------- | ------------------------- |
| Brasile Bulgaria Giappone Stati Uniti | Argentina Porto Rico Spagna Tunisia | Egitto Germania India Russia | Belgio Canada Iran Serbia |

## Fase finale

### Finali 1º - 3º posto - Rio de Janeiro
|  | Semifinali  | Semifinali  | Semifinali |        |           | 1º/2º posto | 1º/2º posto | 1º/2º posto |  |
|  |             |             |            |        |           |             |             |             |  |
|  | Argentina   | Argentina   | 3          |        |           |             |             |             |  |
|  | Argentina   | Argentina   | 3          |        |           |             |             |             |  |
|  | Stati Uniti | Stati Uniti | 1          |        |           |             |             |             |  |
|  | Stati Uniti | Stati Uniti | 1          |        | Argentina | Argentina   | 2           |             |  |
|  |             |             |            |        | Argentina | Argentina   | 2           |             |  |
|  |             |             | Russia     | Russia | 3         |             |             |             |  |
|  | Russia      | Russia      | Russia     | Russia | 3         | 3           |             |             |  |
|  | Russia      | Russia      |            |        |           | 3           |             |             |  |
|  | Serbia      | Serbia      | 1          |        |           | 3º/4º posto | 3º/4º posto | 3º/4º posto |  |
|  | Serbia      | Serbia      | 1          |        |           |             |             |             |  |
|  |             |             |            |        |           |             |             |             |  |
|  |             |             |            |        |           | Stati Uniti | Stati Uniti | 1           |  |
|  |             |             |            |        |           | Stati Uniti | Stati Uniti | 1           |  |
|  |             |             |            |        |           | Serbia      | Serbia      | 3           |  |

### Finali 5º - 7º posto - Rio de Janeiro
|  | Semifinali | Semifinali | Semifinali |         |      | 5º/6º posto | 5º/6º posto | 5º/6º posto |  |
|  |            |            |            |         |      |             |             |             |  |
|  | Iran       | Iran       | 3          |         |      |             |             |             |  |
|  | Iran       | Iran       | 3          |         |      |             |             |             |  |
|  | India      | India      | 0          |         |      |             |             |             |  |
|  | India      | India      | 0          |         | Iran | Iran        | 2           |             |  |
|  |            |            |            |         | Iran | Iran        | 2           |             |  |
|  |            |            | Brasile    | Brasile | 3    |             |             |             |  |
|  | Brasile    | Brasile    | Brasile    | Brasile | 3    | 3           |             |             |  |
|  | Brasile    | Brasile    |            |         |      | 3           |             |             |  |
|  | Spagna     | Spagna     | 1          |         |      | 7º/8º posto | 7º/8º posto | 7º/8º posto |  |
|  | Spagna     | Spagna     | 1          |         |      |             |             |             |  |
|  |            |            |            |         |      |             |             |             |  |
|  |            |            |            |         |      | India       | India       | 2           |  |
|  |            |            |            |         |      | India       | India       | 2           |  |
|  |            |            |            |         |      | Spagna      | Spagna      | 3           |  |

### Finali 9º - 11º posto - Niterói
|  | Semifinali | Semifinali | Semifinali |        |          | 9º/10º posto  | 9º/10º posto  | 9º/10º posto  |  |
|  |            |            |            |        |          |               |               |               |  |
|  | Canada     | Canada     | 1          |        |          |               |               |               |  |
|  | Canada     | Canada     | 1          |        |          |               |               |               |  |
|  | Germania   | Germania   | 3          |        |          |               |               |               |  |
|  | Germania   | Germania   | 3          |        | Germania | Germania      | 2             |               |  |
|  |            |            |            |        | Germania | Germania      | 2             |               |  |
|  |            |            | Belgio     | Belgio | 3        |               |               |               |  |
|  | Belgio     | Belgio     | Belgio     | Belgio | 3        | 3             |               |               |  |
|  | Belgio     | Belgio     |            |        |          | 3             |               |               |  |
|  | Giappone   | Giappone   | 0          |        |          | 11º/12º posto | 11º/12º posto | 11º/12º posto |  |
|  | Giappone   | Giappone   | 0          |        |          |               |               |               |  |
|  |            |            |            |        |          |               |               |               |  |
|  |            |            |            |        |          | Canada        | Canada        | 3             |  |
|  |            |            |            |        |          | Canada        | Canada        | 3             |  |
|  |            |            |            |        |          | Giappone      | Giappone      | 0             |  |

### Finali 13º - 15º posto - Niterói
|  | Semifinali | Semifinali | Semifinali |          |         | 13º/14º posto | 13º/14º posto | 13º/14º posto |  |
|  |            |            |            |          |         |               |               |               |  |
|  | Tunisia    | Tunisia    | 3          |          |         |               |               |               |  |
|  | Tunisia    | Tunisia    | 3          |          |         |               |               |               |  |
|  | Porto Rico | Porto Rico | 2          |          |         |               |               |               |  |
|  | Porto Rico | Porto Rico | 2          |          | Tunisia | Tunisia       | 0             |               |  |
|  |            |            |            |          | Tunisia | Tunisia       | 0             |               |  |
|  |            |            | Bulgaria   | Bulgaria | 3       |               |               |               |  |
|  | Bulgaria   | Bulgaria   | Bulgaria   | Bulgaria | 3       | 3             |               |               |  |
|  | Bulgaria   | Bulgaria   |            |          |         | 3             |               |               |  |
|  | Egitto     | Egitto     | 0          |          |         | 15º/16º posto | 15º/16º posto | 15º/16º posto |  |
|  | Egitto     | Egitto     | 0          |          |         |               |               |               |  |
|  |            |            |            |          |         |               |               |               |  |
|  |            |            |            |          |         | Porto Rico    | Porto Rico    | 1             |  |
|  |            |            |            |          |         | Porto Rico    | Porto Rico    | 1             |  |
|  |            |            |            |          |         | Egitto        | Egitto        | 3             |  |

## Classifica finale
| Pos | Squadra     | Rosa |
| --- | ----------- | --- |
|     | Russia      | Formazione: 1 Vega, 2 Castellani, 3 Plaza, 4 Martina, 5 Vaca, 7 Vinti, 9 Franetovich, 10 Finoli, 12 Ramonda, 13 Ruiz, 16 Ramos, 17 Méndez, CT: Cichello                        |
|     | Argentina   | Formazione: 1 Filippov, 2 Safonov, 3 Kovalëv, 5 Glivenko, 6 Kabešov, 7 Kolesnik, 10 Ščadilov, 12 Alekseev, 14 Plužnikov, 16 Tisevič, 17 Centalovič, 18 Krotkov, CT: Šljapnikov |
|     | Serbia      | Formazione: 1 Kovačević, 2 Lisinac, 3 Koprivica, 4 Kapur, 5 Mrdak, 7 Jovović, 8 Vrban, 9 Milutinović, 10 Petković, 12 Perić, 14 Atanasijević, 16 Buculjević, CT: Zarković      |
| 4   | Stati Uniti | |
| 5   | Brasile     | |
| 6   | Iran        | |
| 7   | Spagna      | |
| 8   | India       | |
| 9   | Belgio      | |
| 10  | Germania    | |
| 11  | Canada      | |
| 12  | Giappone    | |
| 13  | Bulgaria    | |
| 14  | Tunisia     | |
| 15  | Egitto      | |
| 16  | Porto Rico  | |